# 颱風米雷 (2004年)
颱風米雷（英語：Typhoon Meari，國際編號：0421，聯合颱風警報中心：25W，菲律賓大氣地球物理和天文管理局：Quinta）是2004年太平洋颱風季的一個熱帶氣旋。

## 气象历史
9月18日，在離關島510公里處形成。20日，熱帶低氣壓25W到達關島東南35公里。熱帶低氣壓25W改向西移動，並開始加強移到溫暖帶。21日風暴升級為熱帶風暴米雷，並逐漸加強向西北移動。22日升格為颱風。颱風米雷的形狀極不平衡，東北和北方比較瘦削。米雷在23日較後時間十分鐘平均風速增強至每小時165公里／每秒45.8米。24日一分鐘平均風速達125節（每小時230公里）。26日從沖繩島以南70公里掠過，並開始減弱。27日颱風開始減速，緩慢地向北移動。29日，米雷開始接近日本九州。上午7時半，米雷在日本鹿兒島縣串木野市登陸，當時風速為每小時110公里。下午2時，米雷在日本高知縣宿毛市登陸，當時風速為每小時100公里。下午7時半，米雷在日本大阪府大阪市登陸，當時風速為每小時95公里。米雷在29日較後時間減弱為熱帶風暴。後來風暴加速，颱風在30日降級為低氣壓。

## 影响

### 日本

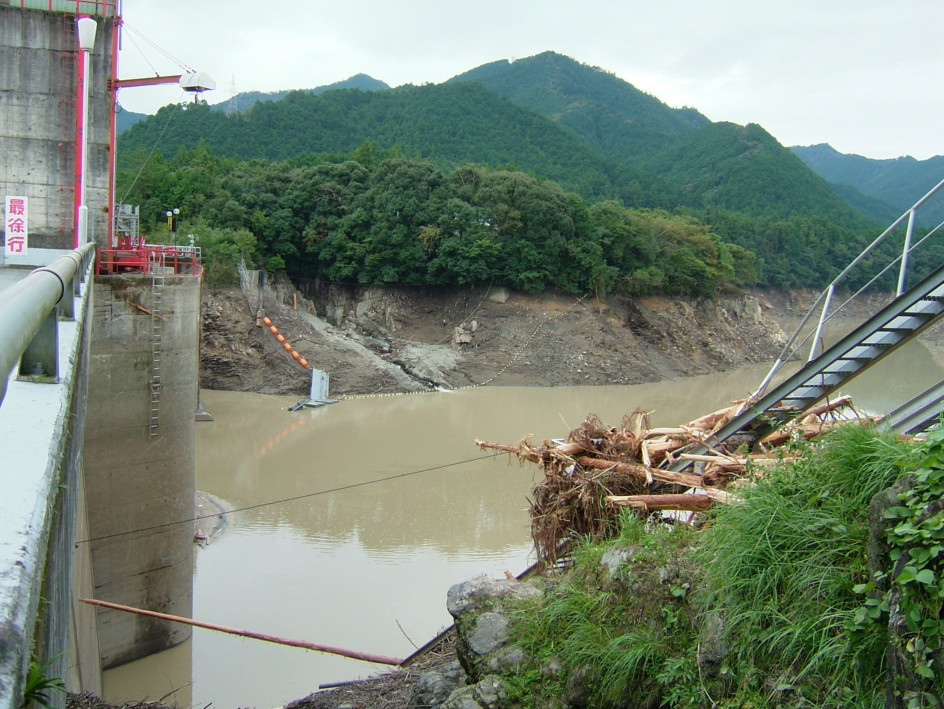
米雷在造成的損害

鹿兒島縣錄得的最高風速為每小時118公里／每秒32.8米。鹿兒島縣在29日錄得975.5最低氣壓紀錄。在日本出現三個龍捲風，其中兩個在沖繩縣，另外一個出現於愛知縣。最多雨量地區的是大阪府，24-30日錄得904毫米雨量，當中28-29日錄得741毫米雨量。米雷最少造成18人死亡，另有多人失蹤。最受影響的地區是三重縣及愛知縣，導致多間房屋損毀。鐵路及渡輪服務暫停，影響逾萬人。

### 台灣
- 當地評定巔峰強度分級：（CWB）
- 當地評定最大持續風速：40每秒（78節；140每小時）（十分鐘）
- 當地發布之颱風警報：海上颱風警報

## 熱帶氣旋警告使用記錄

### 臺灣
| 中央氣象局 颱風警報 | 中央氣象局 颱風警報 | 中央氣象局 颱風警報 |
| ------------------- | ------------------- | ------------------- |
| 上一熱帶氣旋        | 海上颱風警報        | 下一熱帶氣旋        |
| 輕度颱風海馬        | 海上颱風警報        | 中度颱風納坦        |

## 外部連結
- . 國立情報學研究所. （英文）